# Józef Chwiećkowski

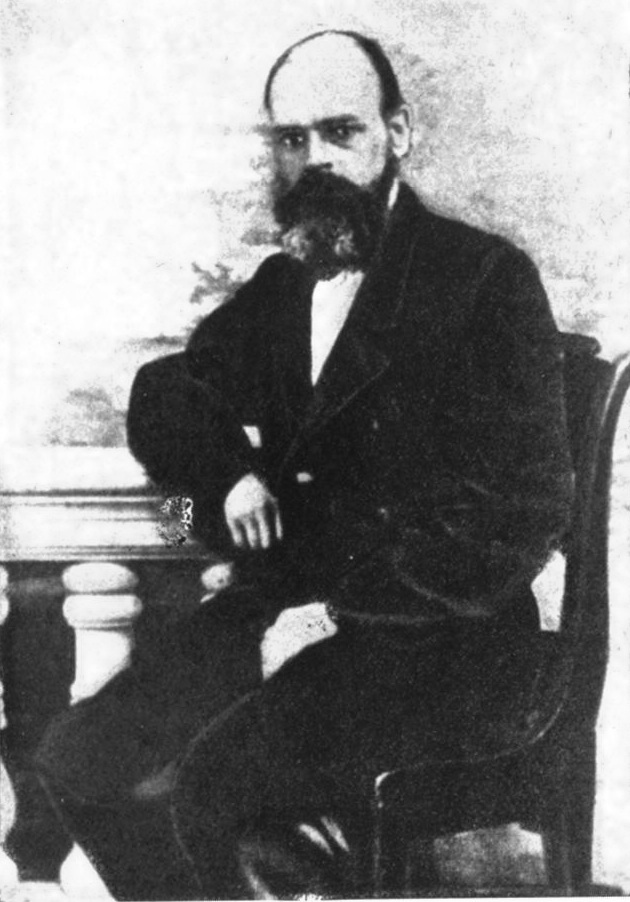
Józef Chwiećkowski

Józef Chwiećkowski (ur. 1821 w Przesławce, zm. 30 grudnia 1880 w Meranie) – polski lekarz i filozof przyrody, uczestnik powstania styczniowego, zesłaniec.

## Życiorys
Syn Pawła i Ewy Chwiećkowskich. Miał starszego brata Martyniana (zm. 1876), księdza. Ukończył gimnazjum w Białymstoku w 1842 roku, następnie podjął studia medyczne na Uniwersytecie Moskiewskim, tytuł lekarza uzyskując w 1847 roku. Praktykował jako lekarz powiatowy w Radomyślu i Lipowcu. W 1859 roku wyjechał za granicę uzupełniać studia. Od 1861 w Białymstoku. Brał udział w powstaniu styczniowym, skazany na zesłanie do Tomska. Od 1867 z powrotem w kraju, praktykował w Tykocinie, po 1870 we Włocławku, od 1876 w Warszawie. Cały majątek (60000 rubli) zapisał na cel krzewienia oświaty; ufundowano z niego m.in. stypendia dla studentów medycyny. W katedrze włocławskiej znajduje się pamiątkowa marmurowa tablica, ufundowana przez Towarzystwo Lekarskie Warszawskie.
Chwiećkowski był autorem dwutomowego dzieła Siła i materya czyli Stopniowy rozwój pojęć o tych przedmiotach (Warszawa, 1877).